# Tri Moghili, Kărdjali
Tri Moghili (în bulgară Три Могили) este un sat în comuna Kărdjali, regiunea Kărdjali,  Bulgaria. 

## Demografie
Componența etnică a satului Tri Moghili
     Turci (99,68%)
     Nicio identificare (0,31%)
     Altele (0%)
La recensământul din 2011, populația satului Tri Moghili era de 315 locuitori. Din punct de vedere etnic, majoritatea locuitorilor (99,68%) erau turci. Pentru 0,31% din locuitori nu este cunoscută apartenența etnică.